# &flix
&flix es un canal indio de películas en inglés propiedad de Zee Entertainment Enterprises. Se lanzó el 3 de junio de 2018, reemplazando a Zee Studio.

## Historia
Debido a los pobres índices de audiencia de Zee Studio, Zee Entertainment Enterprises cambió el nombre del canal a &flix.

## Programación
Zee vinculó un acuerdo de distribución exclusivo con Sony Pictures antes del lanzamiento. &flix también muestra películas de Walt Disney Studios, Paramount Pictures y Universal Pictures.